# Mieczysław Karłowicz (componist)
Mieczysław Karłowicz (Wiszniewo (heden in Wit-Rusland, in 1876 in Litouwen), 11 december 1876 – Tatragebergte, 8 februari 1909) was een Poolse componist en dirigent. Hij was een van de veelbelovendste componisten van zijn generatie en was een van de eerste Poolse componisten die zich intensief uitte door middel van het symfonisch gedicht.

## Biografie

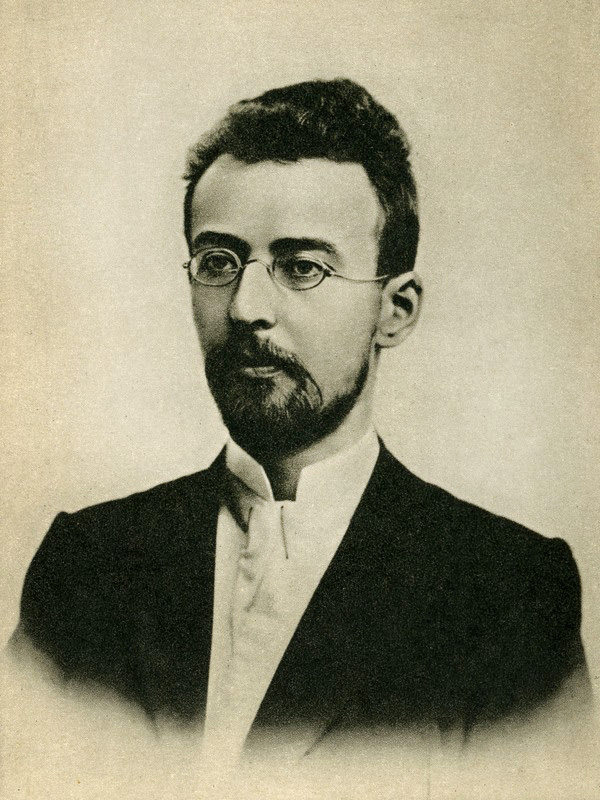
Portret van de componist, vermoedelijk rond 1908 gefotografeerd.

Karłowicz bracht zijn jeugdjaren door op het familielandgoed in Wiszniewo. In 1882 verkocht zijn vader het landgoed en de gehele familie verhuisde naar Heidelberg en in 1885 naar Praag, weer een jaar later naar Dresden. In 1887 vestigden zij zich in Warschau. Binnen de familie werd zeer veel aan muziek gedaan en Karłowicz maakte, door vele theaterbezoeken, kennis met de opera’s en symfonisch werken van de componisten van die tijd met een nadruk op het klassiek romantische repertoire. Op zijn 7de kreeg Karłowicz zijn eerste vioollessen en in Warschau studeerde hij bij Jan Jakowski. Tussen 1889 en 1895 was hij student bij de bekende vioolpedagoog Stanisław Barcewicz. Gedurende die tijd kreeg hij ook lessen in harmonie van de componist Zygmunt Noskowski en van Piotr Maszyńaki. Later nam hij ook lessen in contrapunt van Gustaw Roguski. Rond die tijd produceerde hij zijn eerste composities: een pianostuk met de naam ‘Chant de mai’ dateert van die tijd. In 1895 verhuisde hij naar Berlijn voor vioolonderricht bij de wereldberoemde violist en pedagoog Joseph Joachim maar hij werd in die klas niet toegelaten. Hij richtte zich toen op privélessen van Florian Zajic. Karłowicz bleek een breed georiënteerd mens; in diezelfde tijd hield hij zich in Berlijn ook bezig met muziekhistorie, filosofie, psychologie en fysica. Eind 1895 en begin 1896 componeerde hij ongeveer 20 liederen voor zangstem en piano. Zijn eerste orkestmuziek componeerde hij in 1896; dit was toneelmuziek bij een drama van Jozefat Nowiński, ‘De witte Duif’ (Bianca da Molena, op.6), en een Serenade voor Strijkers op.2. Tegen de eeuwwisseling componeerde hij een ambitieuze symfonie, de Wedergeboorte-symfonie op.7. Deze voltooide hij tijdens zijn afstudeerperiode in 1901. Kort daarna, in 1902, voltooide hij zijn Vioolconcert op.8. In 1903 nam hij plaats in het bestuur van de Muziekvereniging van Warschau waar hij het symfonieorkest organiseerde. Hij werd gefascineerd door het symfonisch gedicht en legde zich daarop zeer actief toe. Tussen 1904 en 1909 componeerde hij er bijna zes. In 1906 vestigde hij zich in Zakopane, een vakantiedorp in het Tatragebergte. Hij werd een gepassioneerd bergbeklimmer en skiër en was een van de eersten die de Tatra uitgebreid fotografeerde. Ook was hij als een van de eersten in het bezit van een fiets. Tussen 1906 en 1907 studeerde hij orkestdirectie bij Arthur Nikisch. Tijdens een skitocht in februari 1909 werd Karłowicz door een lawine overvallen en hij overleed aan de gevolgen daarvan. Hij is begraven op begraafplaats Powązki te Warschau.

## Werken
Karłowicz was een van de eerste Poolse componisten die internationaal aanzien verwierven. Dit is toe te schrijven aan zijn 6 symfonische gedichten. Vóór Karłowicz waren de Poolse componisten die internationaal enigszins opzien baarden Józef Elsner, Karol Kurpińsky, Władisław Żeleński en Zygmunt Nokowski. De symfonisch gedichten van Karłowicz, die sterk geïnspireerd zijn op werken van Richard Strauss, torenen qua muzikale uitingskracht sterk uit boven wat andere Poolse componisten in die tijd componeerden. Alleen de recent (2012) herontdekte symfonisch gedichten van Eugeniusz Morawski-Dąbrowa hebben een vergelijkbare kwaliteit. Vanaf 1904 kon Karłowicz rekenen op sterke oppositie. De conservatieve invloedrijke muziekhistoricus Aleksander Poliński vond dat de componisten in die tijd zich ‘schoon wilde schrobben van Noskowski’s nalatenschap’. Karłowicz en Morawski waren volgens hem ‘geïnfecteerd geraakt door een duivels virus dat hun werk beïnvloedde, dat ontdaan was van ieder nationaal idioom, en van hen papegaaien van Richard Wagner en Richard Strauss maakt’. Karłowicz composities werden gezien als ‘modernistische chaos’ en hun avant-gardeachtige karakter werd de verklaring van de magere populariteit bij het Poolse publiek. Karłowicz zag in Richard Strauss dé avant-garde componist van die tijd en nam diens orkestwerken als uitgangspunt. Dát de muziek in de 20ste eeuw door anderen meer werd beïnvloed kon hij niet bevroeden en door zijn vroegtijdig dood niet meemaken. In het buitenland werd Karłowicz vanwege zijn eclecticisme bekritiseerd. Een concert in 1904 in Wenen, waar Karłowicz’ vioolconcert, zijn symfonie op.7 én de toneelmuziek op.6 op het programma stonden werd lauw ontvangen. Een van de critici liet zich ontvallen dat het ‘veel te veel moeite was om van Warschau helemaal naar Wenen te reizen om aan te tonen wat men van Wagner en Tsjaikovski heeft geleerd’. Vier jaar later kreeg hij in datzelfde Wenen weer dezelfde kritiek, nu met een programma van 4 van zijn symfonische gedichten. De critici lieten het bij één positieve opmerking: ‘een goede orkestrale techniek’. Toen het publiek in Warschau wat gewend geraakt was aan Karłowicz’ stijl, werd de kritiek op zijn werken ook anders. De première van het symfonisch gedicht Stanisław and Anna Oświęcimowie (Warschau, 27 april 1908) leverde het volgende commentaar op: ‘Dit is een modern werk vooral dankzij de rijke instrumentatie en de frisse en originele benadering van de harmonie, niet inferieur aan die van Strauss, en desondanks vrij van slaafse navolging’. ‘Karłowicz ontwikkelt Strauss’ ideeën wat betreft orkestcoloriet verder en bereikt indrukwekkende resultaten’. Vanaf 1908 brak voor Karłowicz een periode van echte erkenning aan en een concert waarin zijn symfonisch gedicht Odwieczne Pieśni op.10 ten gehore werd gebracht, werd zeer enthousiast ontvangen.

#### Symfonische gedichten, nadere beschouwing
- Powracające fale, op. 9
Dit symfonisch gedicht, mogelijk het beste in het Nederlands te vertalen als ‘golfbewegingen’, voltooide Karłowicz in 1904. De melancholische toon die hij in zijn gehele oeuvre laat doorschemeren is ook hier sterk aanwezig. De Poolse musicoloog Adolf Cybiński vatte de programmatische inhoud als volgt samen: ‘Een man, die duidelijk aan het eind van zijn leven staat en ongenadig door datzelfde leven is geraakt, haalt herinneringen op aan betere tijden. Eén voor één doemen deze voor zijn geestesoog op. Maar, alles vervaagt, bitterheid en triestheid krijgen weer grip op de vermoeide ziel’. In 1909 publiceerde Karłowicz een uitgebreidere inhoud waarmee later gespeculeerd werd als dat hij suïcidaal zou zijn en zelfs zijn dood in een skiongeluk zou hebben opgezocht. In Karłowicz' eigen uiteenzetting gaat het om het feit dat de geportretteerde persoon in het stuk de wil zou ontbreken iets van het leven te maken. Hij verkeert als het ware in bevroren staat en staart levenloos naar de ijskristallen op een raam. Dit beeld komt overeen met wat de schrijver Toergenjev – waarvan Karłowicz een groot liefhebber was – in zijn verhaal ‘Een ongelukkig meisje’ vertelt: onbeantwoorde liefde die in zelfmoord eindigt. In het symfonisch gedicht gaat het om een jonge vrouw die een passieve persoon heeft afgewezen waarbij zij eerder de indruk wekte wel wat in deze heer te hebben gezien. Mogelijk werd Karłowicz ook geraakt door het ontbreken van een eigen succesvol liefdesleven. Powracające fale werd, vergeleken met de andere symfonische gedichten, niet veel uitgevoerd en Karłowicz prefereerde zelf ook het technisch minder moeilijke Odwieczne Pieśni als de repetitietijd onvoldoende was. Het werk bestaat uit een introductie en 4 delen. Tweemaal komt het liefdesthema in wisselende gedaantes terug, daarbinnen kunnen een wals en een hedonistisch (‘mannelijk’) gedeelte worden onderscheiden. Het programma is enigszins vergelijkbaar met Richard Strauss’ symfonische gedicht Tod und Verklärung op.24 (1889).
- Odwieczne Pieśni op.10
Eeuwige liederen is Karłowicz tweede symfonische gedicht dat hij in 1906 voltooide. Het heeft duidelijk drie delen: 1. Het lied van eeuwig smachtend verlangen; 2. Het lied van de liefde en de dood; 3. Het lied van het eeuwige Zijn. Karłowicz heeft geen programma voor het werk geschreven maar verschillende muzikale motieven in de compositie zijn door hem van commentaar voorzien, zoals ‘ontroostbaar smachtend verlangen’, ‘terugtrekking’, ‘doodsverlangen’, ‘dood’; het laatste deel werd voorafgegaan door ‘Grootsheid, kracht, majesteitelijk, eeuwigheid, onverbiddelijkheid, onvermijdelijkheid’. Hierin wordt gewezen op de invloed die de filosoof Schopenhauer op Karłowicz moet hebben gehad. Op zijn tochten door het Tatra-gebergte deed hij mystieke ervaringen op. Zo schrijft hij in een van zijn dagboeken: ‘Als ik op eenzame hoogte ben, op een van de bergtoppen, lijkt het alsof ik oplos in de omgeving, het denken stopt, ik ben geen individu, en ik voel me omringd door de krachtige, oneindige ademhaling van de eeuwigheid. De uren die ik in deze halfbewuste staat doorbreng zijn een vergankelijke terugkeer naar het niet-bestaan, ze geven vrede bij de confrontatie van leven met de dood, ze spreken tot me over eeuwige hoop en het oplossen in het heelal’. De 3 ‘liederen’ in de compositie hebben ieder een eigen inhoud en zijn met elkaar verbonden door de genoemde motieven. Het eerste lied (Andante lento) wordt gedomineerd door een ‘eeuwig verlangen’-thema dat het eerst in de Engelse hoorn te horen is. Het tweede lied (Andante con moto) valt in twee delen uiteen: het eerste is een opzettelijk onrustige behandeling van het liefdesthema en het tweede een uitwerking van het doodsthema dat afgeleid is van een Witrussisch begrafenislied. Het laatste lied (Moderato) is gebaseerd op het ‘eeuwig Zijn’-thema dat op haast wiskundige wijze de grandeur van Karłowicz bovenmenselijke concept lijkt te onderstrepen.
- Rapsodia litewska op.11
De Litouwse rapsodie op.11, gecomponeerd in 1906, is binnen Karłowicz oeuvre een buitenbeentje, omdat het in zijn geheel opgebouwd is met authentieke volksliederen. Dit werk herinnert aan de jeugd, het ouderlijk huis en kinderspelletjes. Karłowicz heeft Chybińsky verteld dat hij geprobeerd heeft in zijn geheel het verdriet en de eeuwige dienstbaarheid van de Litouwse bevolking uit te beelden. Litouwse liederen had hij gehoord in zijn jeugd, en hij hoopte ‘ten gehore te brengen wat daar [in Litouwen] in de lucht hangt en in klanken te verbeelden’. Het gebruik van volksliederen resulteert in het werk in een episodische structuur en een vrij statische harmonie die op de achtergrond met snelle harmonische en gekleurde effecten wordt verrijkt. Hier klinken het sterkst de Russische nationalistisch componisten (Borodin, Balakiriev) door en het werk klinkt als een soort volksliederenpotpourri.
- Stanisław en Anna Oświęcim op.12

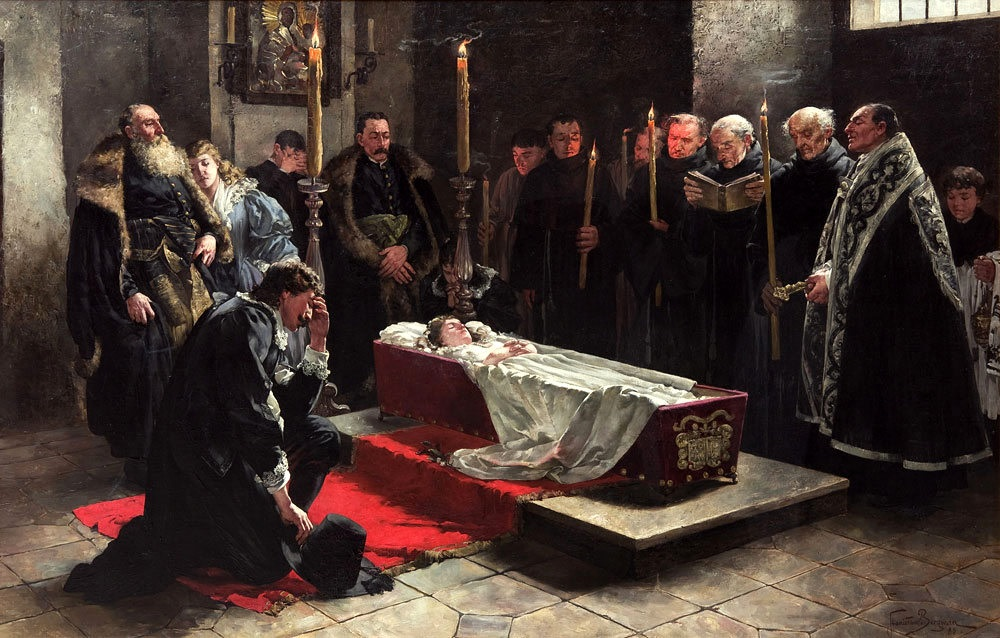
Het schilderij van Bergman dat Karłowicz inspireerde tot zijn symfonisch gedicht op.12, Nationaal Museum, Kraków.
Dit werk is in 1907 voltooid en werd door Karłowicz omschreven als een Poolse travestie op Romeo en Juliette. Onduidelijk is of hij doelde op het werk van Tsjaikovski of dat van Shakespeare in het algemeen. Karłowicz werd geïnspireerd door een schilderij van de Poolse schilder Stanisław Bergman (1862-1930) waarop te zien is hoe Stanisław Oświecim (1605-1657) rouwt om de dood van zijn opgebaarde zuster Anna. Het schilderij heeft een onbewezen legende uit de 17de eeuw als basis waarin er sprake zou zijn van een incestueuze relatie tussen Stanisław en Anna. Zij zouden er niet in geslaagd zijn de liefde die zij voor elkaar voelden te beteugelen waarop Stanisław naar Rome reisde om de Paus ervan te overtuigen toe te staan dat zij elkaar trouwden. Als hij thuiskomt, blijkt Anna te zijn overleden en kort daarop overlijdt Stanisław ook. Zij zijn samen begraven in een kapel te Krośno. In het werk is de sonate-vorm terug te vinden; er is een uitbundig ‘Stanisław-thema’ en een meer uitgebreid ‘Anna-theme’ als tweede onderdeel. Uiteindelijk gaat een sinister motief, dat als eerste in de basklarinet te horen is, de voortgang domineren en dit mondt uit in de machtige begrafenismars die het werk afsluit. Adolf Chybiński beschreef dit werk als ‘Polen’s geweldigste symfonisch gedicht’ omdat het volgens hem ‘een enorm expressieve kracht heeft en een grote rijkdom aan technische vindingrijkheid’.
- Smutna Opowieść, op. 13
Dit werk is gecomponeerd tussen april en juli 1908 en de vertaling ‘een trieste vertelling’ is mogelijk de meest toepasselijke. Waarschijnlijk is het geïnspireerd op de zelfdoding van de dramaturg Jazafat Nowiński voor wie Karłowicz toneelmuziek bij diens stuk ‘De witte duif’ had gecomponeerd. De inhoud van dit symfonisch gedicht werd gepubliceerd na een vraaggesprek dat de journalist Ignacy Chabielski na de première met Karłowicz had gehad. Karłowicz beschreef het als ‘een werk dat de psychologische staat van een suïcidale man uitbeeldt, in zijn gedachtegang gaan deze suïcidegedachtes overheersen, het kruipt zijn psyche binnen en wordt groter en groter; het leidt tot een strijd tussen leven en dood, waarin herinneringen aan mooie (vroegere) momenten worden afgewisseld met de dwanggedachte aan suïcide. De laatste gedachte overwint; er klinkt een schot en daarna zakt de man in een bewusteloze staat en daarna in het niets weg’. In feite rondt dit werk het verhaal in het symfonische gedicht ‘Golfbewegingen’ op.9 af waarin open wordt gelaten hoe een en ander afloopt. Karłowicz wilde tijdens de climax van het werk een pistool laten afschieten maar na de eerste uitvoering besloot hij dit ruwe naturalistische effect te vervangen door een fortissimo slag op de tamtam. De ingeving om het pistool te gebruiken was mogelijk een indicatie dat hij zich verdiepte in een meer intense, expressionistische stijl die al in dit werk aanwezig is. De variaties in de orkestkleuring en de dissonante klanken zijn in geen ander van zijn werken zo sterk als in dit opus. Het gedicht is onder te verdelen in twee delen waarin het tweede deel een doorontwikkeling van het eerste is. Het basismateriaal voor ieder deel bestaat uit donkergekleurde toonclusters bij de strijkers dat leidt naar het hoofdthema door de klarinetten en daarna over gaat naar sinister commentaar van de hobo’s. Iedere keer worden de positieve gedachtes van het onderwerp door sterke negatieve contrasten overhoop gehaald. Het werk eindigt extreem koud en nihilistisch.
- Epizod na maskaradzie op. 14
De compositie van dit werk werd onderbroken doordat Karłowicz verwoed aan zijn op.13 werkte. Op.14 kan vertaald worden als ‘Gebeurtenis tijdens een gemaskerd bal’. Karłowicz werkte vanaf februari 1908 aan dit werk maar het was door zijn plotselinge dood onvoltooid gebleven. De Poolse dirigent en componist Grzegorz Fitelberg voltooide het werk en het werd in 1913 in première gebracht. Over de inhoud van het werk is niet iedereen het eens. Volgens Chybiński gaat het om de ontmoeting van twee vroegere geliefden tijdens een opwindend en banaal gemaskerd bal. Ze delen enige minder zoete herinneringen met elkaar maar nieuwe en verwachtingsvolle gevoelens bloeien ook op. Door de drukte tijdens het bal verliezen ze elkaar uit het oog en ze zien elkaar nooit meer. Fitelberg wees er echter op dat Karłowicz teksten in het manuscript had genoteerd die de inhoud van het werk in een ander licht stellen: ‘Zij (luid): Ik ken je niet… (ondertoon) Ga weg! Wat er gebeurd is komt nooit meer terug…. hoor je me? Ga – vergeet het…!’ Anderen wezen er op dat de inhoud gebaseerd zou zijn op Toergenjev’s korte verhaal ‘Drie ontmoetingen’ waarin de verteller verhaalt over de verwarring bij een vrouw die haar vroegere geliefde tijdens een bal ontmoet.